# St.-Maria-Verkündigung (Lübbenau)

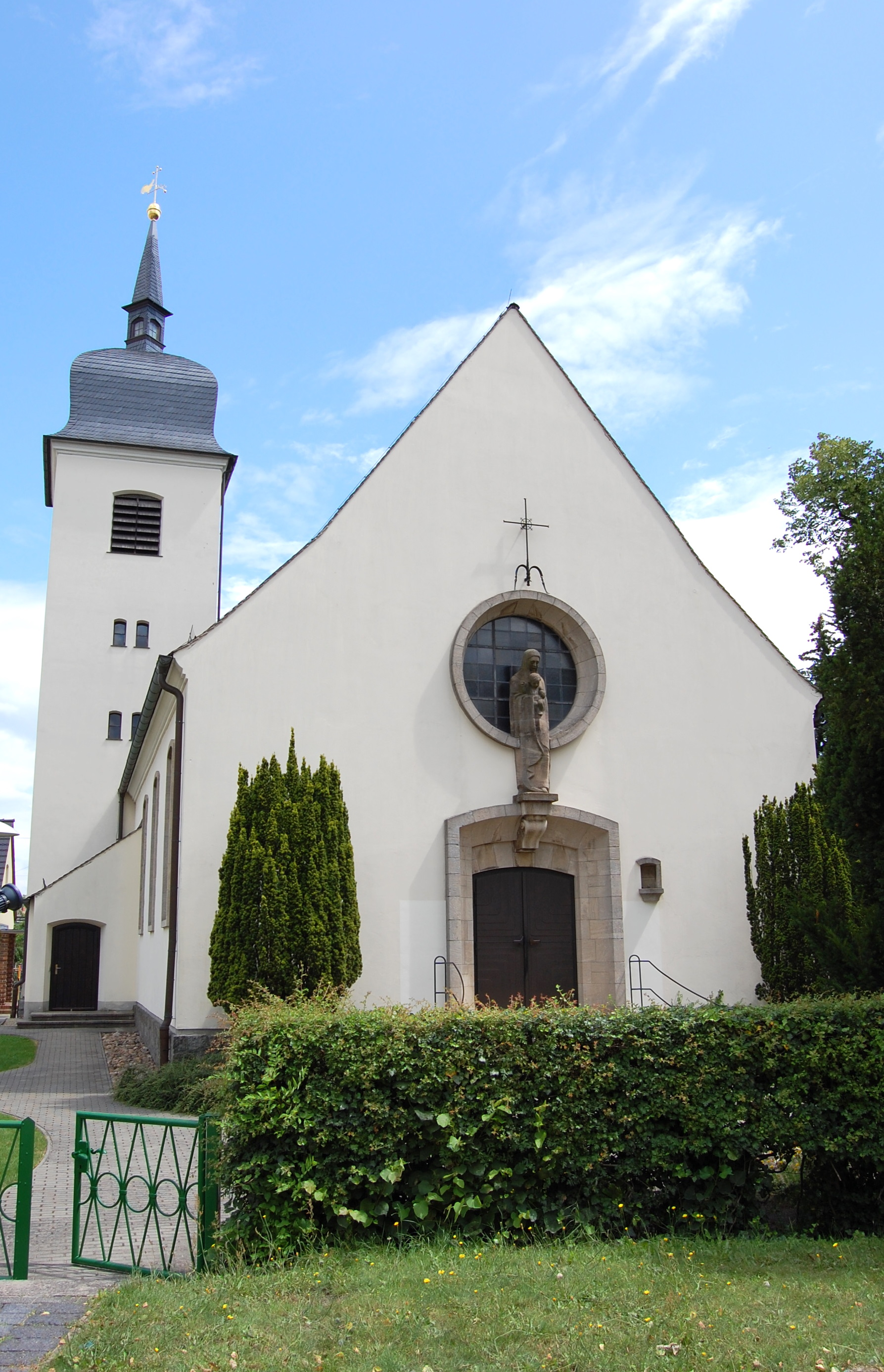
St. Maria Verkündigung

Die römisch-katholische Kirche St. Maria Verkündigung ist ein Kirchengebäude in der Stadt Lübbenau/Spreewald im Landkreis Oberspreewald-Lausitz in Brandenburg. Sie gehört zur Pfarrei Heilige Familie Lübbenau im Dekanat Lübben-Senftenberg des Bistums Görlitz.

## Lage
Die Kirche steht in der Straße des Friedens im Stadtteil Lübbenau-Neustadt. Direkt neben dieser steht die evangelische Kirche Lübbenau-Neustadt.

## Geschichte
Der erste nennenswerte Ansiedlung von Katholiken in Lübbenau nach der Reformation fand in der ersten Hälfte des 20. Jahrhunderts statt, als katholische Familien aus beruflichen Gründen nach Lübbenau kamen. Sie wurde seelsorgerisch durch die Lübbener Gemeinde betreut. 1932 wurde ein Grundstück in der Poststraße für den Bau einer Kirche gekauft; die zunächst erteilte Genehmigung zum Bau wurde 1933 jedoch versagt. Nach Ende des Zweiten Weltkriegs stieg die Zahl der Katholiken durch die aus katholischen Gegenden stammenden Flüchtlinge und Vertriebenen deutlich an. In Lübbenau wurden daher nun auch regelmäßig Sonntagsgottesdienste und Religionsunterricht durchgeführt. Als Kirchengebäude diente die evangelische Friedhofskapelle.
1952 wurde Johannes Langner Pfarrer in Lübbenau, sein Grab befindet sich heute vor der Kirche. Ab 1954 wurde die Pfarrkuratie Lübbenau, die auch etwa 20 Dörfer der Umgebung umfasste, selbständiges kirchliches Verwaltungsgebiet. Ein Pfarrhaus oder sonstige Gemeinderäume gab es, wenn man von der Friedhofskapelle und einer in der Karl-Marx-Straße angemieteten Wohnung absieht, nicht.
Noch 1954 begann der Bau der heutigen Kirche. Für das ursprüngliche, in der Thälmannstraße gelegene Grundstück hatte es jedoch erneut keine Baugenehmigung gegeben. Die neue Kirche wurde daher am heutigen Standort, dem damaligen Stadtrand errichtet. Bereits im November 1956 wurde die Kirche geweiht. Durch den Braunkohletagebau und den Bau des Kraftwerks Lübbenau entstand in unmittelbarer Nähe der neuen Kirche der neue Lübbenauer Stadtteil Lübbenau-Neustadt. Auch die katholische Kirchengemeinde wuchs damit noch einmal deutlich an.
1965 wurde das Kircheninnere entsprechend dem Konzil umgestaltet. Noch in der Zeit der DDR entstanden ein Pfarrhaus und ein Gemeindehaus. Nach der politischen Wende des Jahres 1989 sank mit der Einwohnerzahl Lübbenaus auch die Zahl der Gemeindemitglieder auf etwa 750 bis 800 Mitglieder (Stand 2000). Ab 1995 wurde die Kirchenfassade saniert. 2002 und 2003 folgte eine Vergrößerung des Gemeindehauses. Das Pfarrhaus erhielt 2006 ein neues Dach und wurde renoviert.
Am 11. November 2006 wurde die Pfarrkuratie zur kanonischen Pfarrei Heilige Familie Lübbenau erhoben, in die ab dem 1. Januar 2007 die bis dahin selbständigen Pfarreien Heilige Familie Vetschau/Spreewald und Calau eingepfarrt wurden. Aktuell ist Marko Dutzschke der Pfarrer der Gemeinde.

## Orgel
1960 erhielt die Kirche eine Orgel. Die Orgel war bereits 1898 von der Orgelbaufirma Wilhelm Sauer (Frankfurt/O.) für die Dorfkirche in Sorno gebaut worden. Als Sorno für einen Braunkohletagebau abgerissen wurde, wurde die Orgel umgesetzt. Das mechanische Kegelladen-Instrument hat 10 Register auf zwei Manualen und Pedal.
| I Hauptwerk C–f3 |       |
| Principal        | 8′    |
| Flûte harmonique | 8′    |
| Gemshorn         | 8′    |
| Octave           | 4′    |
| Rauschquinte II  | 2 ⁄3′ |

| II Nebenwerk C–f3 |    |
| Gedackt           | 8′ |
| Salicional        | 8′ |
| Flauto dolce      | 4′ |

| Pedal C–d1 |     |
| Subbass    | 16′ |
| Violon     | 8′  |

- Koppeln: II/I, I/P, II/P
- Spielhilfen: Tutti-Tritt